# Zinloua
Zinloua est une commune rurale, située dans le département de Bakata de la province du Ziro dans la région du Centre-Ouest au Burkina Faso.